# Jean-Michel Schillé
Jean-Michel Schillé, né le 14 avril 1958 à Joinville en Haute-Marne et mort le 14 mars 2009 à Malestroit, est un athlète handisport français spécialisé dans le triathlon.  Il était également connu pour avoir participé à l'émission de télévision « Kilimandjaro, au-delà des limites ».

## Carrière sportive
Jean-Michel Schillé  effectue son premier triathlon en 1988 et remporte l'année suivante son premier titre de champion du monde. Il en remporte au total huit dans diverses catégorie de duathlon, triathlon, courtes et longues distances. Lors d'une émission de TF1 intitulée « Kilimandjaro, au-delà des limites », durant laquelle il avait gravi le sommet africain de nombreux téléspectateurs découvrent la détermination de ce compétiteur hors norme. Il décroche en 2003 son 4e titre de champion du monde lors des championnats organisés en Nouvelle-Zélande. 
En dehors de sa carrière sportive, Jean-Michel Schillé était salarié de Radiospares (RS Components) à Beauvais. Il meurt le 14 mars 2009 des suites d'un cancer.

## Hommages
- Une rue de Beauvais porte son nom.
- La course handisport de la « Marronnaises de l'Athlé Pays de Redon » porte le nom de « challenge Jean-Michel Schillé »[5].

## Palmarès

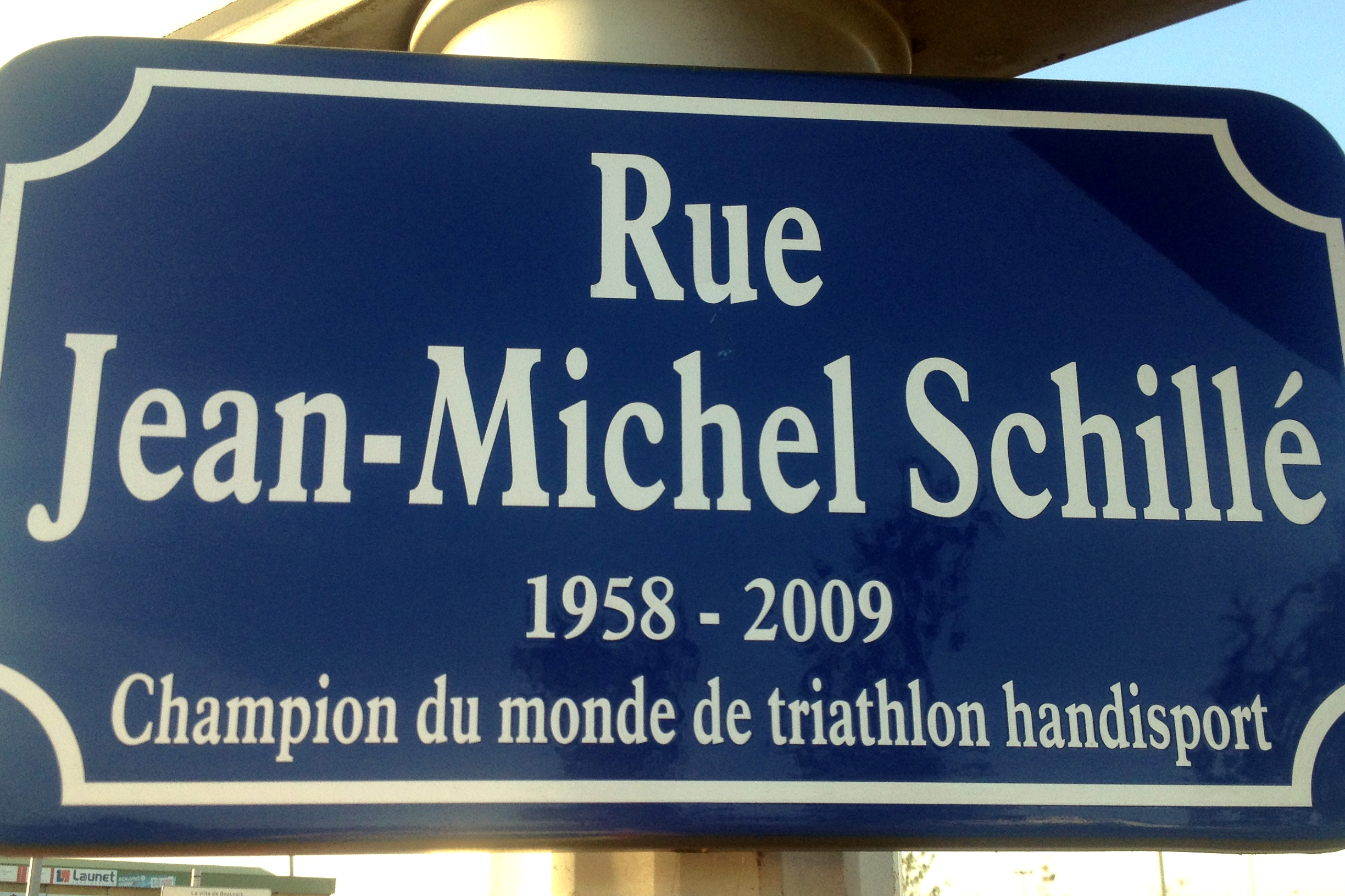
Panneau de la rue Jean-Michel-Schillé.

Le tableau présente les résultats les plus significatifs (podium) obtenus sur le circuit international de duathlon et de triathlon depuis 1999.
| Année | Compétition                                             | Position | Temps           |
| ----- | ------------------------------------------------------- | -------- | --------------- |
| 2007  | Championnat du monde longue distance paratriathlon TR-1 |          | 5 h 18 min 21 s |
| 2007  | Championnat du monde paratriathlon TR-1                 |          | 2 h 46 min 8 s  |
| 2006  | Championnat du monde paratriathlon TR-1                 |          | 2 h 51 min 56 s |
| 2005  | Championnat du monde paratriathlon TR-1                 |          | 2 h 31 min 11 s |
| 2004  | Championnat du monde paratriathlon TR-1                 |          | 2 h 13 min 0 s  |
| 2003  | Championnat du monde paratriathlon TR-1                 |          | Timing          |
| 2002  | Championnat du monde paratriathlon TR-1                 |          | Timing          |
| 2002  | Championnat du monde paraduathlon TR-1                  |          | Timing          |
| 2001  | Championnat du monde paraduathlon TR-1                  |          | Timing          |
| 2000  | Championnat du monde paratriathlon TR-1                 |          | Timing          |
| 1999  | Championnat du monde paratriathlon TR-1                 |          | Timing          |